# Любашівка
Любаші́вка — селище в Подільському районі Одеської області. Адміністративний центр Любашівської селищної громади. Розташоване поруч однойменної залізничної станції. Біля Любашівки проходить важлива транспортна магістраль — автобан «Київ — Одеса» М05.
Згідно з переписом населення України 2001 року населення Любашівки становить 9790 осіб.

## Історія
На території селища (біля нинішньої лікарні) знайдено стоянку людей бронзової доби.
Населений пункт заснований у 18 столітті. Перше поселення було засноване обабіч Довгенької балки, від якої й пішла перша назва поселення — Довгеньке. В 1795 році тут разом з навколишніми хуторами Миколаївка та Софіївка було 163 двори (638 душ чоловічого населення). Вже в 1808 році постала православна громада, а з 1811 — храм Св. Михаїла. В акті першого десятиріччя XIX ст. Любашівка згадується як володіння сотника Демида і поручика Тараса Васильєвих, дітей Любашовських, а також сотника Данила Павлюка, у яких було 5975 десятин власної землі. Село Софіївка, де розташовувалась економія панів Любинських, налічувало в той час 99 дворів і 750 жителів.
В 1847 році Любашівка стала волосним центром Ананьївського повіту Херсонської губернії.
У 1890-х роках в містечку була церква, три крамниці, постоялий двір, а також дві корчми.
В 1865 році відкрито першу школу, а з 1884 року існував фельдшерський пункт (лише 1905 року була створена земська лікарня).
Населення 1897:
- 563 (Любашівка)

### Залізнична станція Любашівка
1868 року поблизу села прокладено залізницю, що сполучала Одесу через Балту з Ольвіополем. На відстані 1 версти від села збудували залізничну станцію. Навколо неї виросли будинки залізничників. Згодом поселення об'єдналось з Любашівкою (10.06.1960).

### Любашівка у ХХ столітті
На початку XX століття в Любашівці були 2 парових млини, цегельня, корчма, лавки, винні льохи, залізнична станція.
1905 року створена лікарська дільниця та земська лікарня на 10 ліжок, в якій працювало двоє лікарів. В 1910 році Любашівка з'єдналася з Софіївкою. Пізніше до них приєдналось село Миколаївка.
Після повалення монархії у 1917 році владу поступово перебрали прихильники Української Центральної Ради, а з листопада 1918 року — Директорії УНР. У березні 1919 року владу захопили більшовики. У травні 1919 року на селище розповсюдилося антибільшовицьке Григор'ївське повстання — більшовицькі частини в Любашівці було розгромлено.. У серпні 1919 року Любашівкою заволоділи денікінці, які повернули панство та вбили близько 200 жителів. 22-23 квітня 1920 року повстанці отаманів Заболотного і Пшонника разом з учасниками Першого зимового походу армії УНР розгромили більшовицькі частини і визволили Любашівку. У лютому 1920 року владу остаточно взяли комуністи.
Після початку радянської окупації Любашівка була центром волості Балтського повіту Одещини (1921), а з 1923 року короткочасно перебувала в Троїцькому і Ясенівському районах Балтського округу. У 1926—2020 роках — центр Любашівського району.
Під час Другої світової війни село було окуповане німецько-румунськими військами (Група армій «Генерал Антонеску» і 30-й армійський корпус). В Любашівці існувало гетто, пересильний табір і табір цивільного населення. Любашівка зайнята військами 2-го Українського фронту 30 березня 1944 року.
За радянських часів село перетворилося на селище міського типу (рішенням виконавчого комітету Одеської обласної Ради депутатів трудящих від 2 січня 1957 р.; 13 квітня 1957 включено в смугу Любашівки села Велика Софіївка, Мала Софіївка та Миколаївка, 10 червня 1960 р. с-ще залізничної станції Любашівка включено в смугу смт Любашівка), — і стало найбільшим населеним пунктом району. Було створено ряд невеликих підприємств, більшість з яких в сучасних умовах занепали.
За роки існування колгоспу «Зоря комунізму» в Любашівці 7 осіб нагороджено відзнаками Героїв Соціалістичної Праці.

### Сучасність
Любашівка є пунктом на автотрасі М05 Київ — Одеса (міжміська автостанція розташована в мікрорайоні «ДРП»).
У селищі працюють метеорологічна станція, відділення декількох банків (Ощадбанк, «Приватбанк»).
Любашівку називають «столицею української ковбаси», проводиться однойменний фестиваль.

## Населення
- 1923 — 731 (сільрада — 3016[14])
- 1939 — 3360 (без передмість)
- 1959 — 8775
- 1970 — 9343
- 1979 — 9824
- 1989 — 9880
- 2001 — 9790
- 2011 — 9429
- 2021 — 8876 (перевищує за населенням міста Кодима, Ананьїв та Вилкове)

### Мова
Розподіл населення за рідною мовою за даними перепису 2001 року:
| Мова            | Кількість | Відсоток |
| --------------- | --------- | -------- |
| українська      | 9166      | 93.72 %  |
| російська       | 441       | 4.51 %   |
| румунська       | 96        | 0.98 %   |
| циганська       | 20        | 0.20 %   |
| вірменська      | 18        | 0.18 %   |
| білоруська      | 17        | 0.17 %   |
| болгарська      | 3         | 0.03 %   |
| інші/не вказали | 19        | 0.21 %   |
| Усього          | 9780      | 100 %    |

## Відомі люди
- Бондар Василь Васильович (1971—2014) — старшина Збройних сил України, учасник російсько-української війни.
- Джуринський Олег Олександрович (* 1975) — український бізнесмен.
- Друзь Олександр Олександрович (1995—2014) — солдат Збройних сил України, учасник російсько-української війни.
- Запорожченко Борис Сергійович (* 1941) — український хірург, доктор медичних наук, професор, заслужений лікар України, лауреат Державної премії України в галузі науки і техніки.
- Матросов Вадим Петрович (1989—2016) — солдат Збройних сил України, розвідник батальйону «Донбас-Україна», учасник російсько-української війни[16].
- Рябошапка Руслан Георгійович (1976) — український правник, заступник Міністра юстиції України, Генеральний прокурор України (2019—2020).
- Якубець Іван Миколайович (1955 р.н.) — український військовик, полковник запасу, Начальник Аеромобільних (Десантно-штурмових) військ України (1998—2005), учасник бойових дій в Косово, учасник російсько-української війни 13.04.2014 — 15.11.2015 рр.

## Соціальна сфера: медицина і освіта
У селищі розташовані 3 медичні установи:
- Любашівська багатопрофільна лікарня інтенсивного лікування
- районний ЦПМСД — центр первинної медико-санітарної допомоги (8 амбулаторно-поліклінічних установ, 31 фельдшерський чи фельдшерсько-акушерський пункт)
- Любашівська міжрайонна станція екстреної (швидкої) медичної допомоги (обслуговує 5 районів Одеської області).

Заклади освіти, розташовані в Любашівці:
- 2 загальноосвітні школи: школа-ліцей (колишня ЗОШ І—ІІІ ступенів № 1) та школа-гімназія (колишня ЗОШ І—ІІІ ступенів № 2).
- вечірня школа;
- 2 дитсадки;
- музична школа;
- ДЮСШ.

## Культура
Любашівські заклади культури:
- будинок культури;
- кінотеатр.
- райбібліотека.

У селищі є стадіон.
Любашівські культові споруди — православна церква Св. Михаїла, каплиця Св. Пантелеймона.
У селищі встановлені пам'ятники — Т. Г. Шевченку, Меморіал воїнам ВВВ, пам'ятні знаки воїнам-афганцям, загиблим міліціонерам, жертвам Голодомору та жертвам Чорнобиля.

### Любашівка в культурі
В Любашівці відбувається дія роману Ніни Кур'яти «Дзвінка. Українка, народжена в СРСР».